# Szerelemez
A Szerelemez Szulák Andrea negyedik nagylemeze, amelyet Berkes Gáborral készített.

## Az album dalai[1]
1. Szabadon szállok (Berkes Gábor-Valla Attila)
2. Szerelemez (Berkes Gábor-Valla Attila)
3. Fújjon a szél (Berkes Gábor-Szentmihályi Gábor-Duba Gábor)
4. Ki vagyok én (Berkes Gábor-Valla Attila)
5. Szombati láz (Berkes Gábor-Valla Attila)
6. Szerelemország (Berkes Gábor-Valla Attila)
7. Örök dal (Berkes Gábor-Valla Attila)
8. Vedd át a szívem ritmusát (Hastó Zsolt-Valla Attila)
9. Majdnem szép (Hastó Zsolt-Valla Attila)
10. Veled változom (Berkes Gábor-Valla Attila)

## Közreműködtek
- Berkes Gábor - zenei producer
- Kisvári Ferenc - hangszerelés
- Sallai Tibor, Péter Károly - gitárok
- Kokas Piroska, Kenyér Klára - vokál